# Hühnerfresser
Der Hühnerfresser (Spilotes pullatus) ist eine von zwei Arten der Gattung Spilotes. Erstbeschrieben wurde die Art im Jahre 1758 von dem schwedischen Naturwissenschaftler Carl von Linné unter der Bezeichnung Coluber pullatas.

## Merkmale
Der Hühnerfresser ist eine kräftige Schlange und erreicht eine Länge von 250 bis 300 cm. Sein Körper ist trotz der Größe relativ schlank gebaut und seitlich abgeflacht. Der schmale Kopf setzt sich nur wenig vom Körper ab, die großen Augen besitzen runde Pupillen. Die Grundfärbung ist grünschwarz, der Körper ist sehr variabel gezeichnet, meist seitlich orange gestreift. Die Bauchseite ist gelblich bis orange, hinter dem Kopf zeichnet sich seitlich je ein Streifen, die Schnauze ist meist orange. Charakteristisch ist die paarige Zahl an Rückenschuppenreihen sowie eine fehlende Vertebralreihe.

## Lebensweise
Der Hühnerfresser führt eine tagaktive und überwiegend baumbewohnende (arboreale) Lebensweise. In Bedrängnis getrieben zeigt er ein abgestuftes Verteidigungsverhalten. Angefangen mit Vibrieren der Schwanzspitze, nickenden Bewegungen des Kopfes und langsamem Züngeln; dann erfolgt eine Steigerung mit dem charakteristischen vertikalen Aufblähen des Halses bis hin zu Kopfstößen mit geschlossenem Maul und/oder tatsächlichen Bissen. Er geht sowohl am Boden wie auch in Sträuchern und auf Bäumen aktiv auf Nahrungssuche. Zu seinem Beutespektrum zählen Vögel, Echsen, andere Schlangen, Amphibien und Kleinsäuger sowie Eier. Namensgebend ist die Tatsache, dass der Hühnerfresser durchaus auch Hausgeflügel erbeutet. Die Art ist ovipar, also eierlegend. Das Gelege kann zwischen 15 und 25 Eier umfassen.

## Verbreitung
Das Verbreitungsgebiet reicht von Südmexiko südwärts bis nach Nordargentinien. Die Lebensräume des Hühnerfressers sind trockene Gebüsche, Galeriewälder und tropische Regenwälder, typischerweise in Gewässernähe. Als Kulturfolger kommt er häufig in der Nähe zu menschlichen Siedlungen vor.